# Aleksandra Drucka
Aleksandra Drucka herbu Druck (ur. ok. 1380, zm. 1426 w Glinianach na Rusi) – księżniczka wielkolitewsko-ruska. Matka Zofii Holszańskiej, czwartej żony Władysława II Jagiełły.

## Życiorys
Była córką Dymitra, księcia druckiego. Identyfikacja jej ojca budzi dyskusję w literaturze historycznej. Większość badaczy uważa, że był on identyczny z Dymitrem Starszym Olgierdowicem.
W nieznanym bliżej roku poślubiła Andrzeja Holszańskiego. Z tego małżeństwa pochodziły trzy córki:
- Wasylisa,
- Zofia, czwarta żona Władysława Jagiełły i królowa Polski,
- Maria.